# Vladímir Vernadski
Vladímir Vernadski (rus: Влади́мир Ива́нович Верна́дский)  (Sant Petersburg, 28 de febrer de 1863 (Julià) - Moscou, 6 de gener de 1945), nom complet amb patronímic, Vladímir Ivànovitx Vernadski (rus: Влади́мир Ива́нович Верна́дский, ucraïnès: Володи́мир Іва́нович Верна́дський, Volodímir Ivànovitx Vernadski, fou un científic, pensador i figura pública rus, ucraïnès i soviètic de finals del segle xix i la primera meitat del segle xx. Acadèmic de l'Acadèmia de Ciències de Sant Petersburg, Acadèmia de Ciències de Rússia, Acadèmia de Ciències de l'URSS, un dels fundadors i primer president de l'Acadèmia de les Ciències d'Ucraïna. Creador d'escoles científiques. Un dels representants del cosmisme rus; creador de la ciència de la biogeoquímica.
Els seus interessos van incloure moltes ciències: geologia, ciència del sòl, cristal·lografia, mineralogia, geoquímica, geologia radioelèctrica, biologia, paleontologia, biogeoquímica, meteorítica, filosofia i història. A més, es dedicà a activitats científiques i socials d'organització.
Vernadski fou políticament actiu i va treballar, entre altres coses, pel desmantellament del règim tsarista. També va ser un crític obert del marxisme. Fins i tot quan les purgues de Ióssif Stalin estaven en el seu punt àlgid (el Gran Terror), Vernadski no tenia por de defensar els que entraven en conflicte amb les autoritats. Malgrat això, no va experimentar cap reacció per part de les autoritats, la qual cosa probablement es va deure a la seva alta posició a la comunitat científica. A més, no era conegut com a intrigant. Mentre formava nous científics per beneficiar la societat i donés prestigi al país en l'àmbit de la recerca, les autoritats veien a través dels seus dits les seves opinions desviades. El 1943 va rebre el premi Stalin de primer grau.

## Biografia

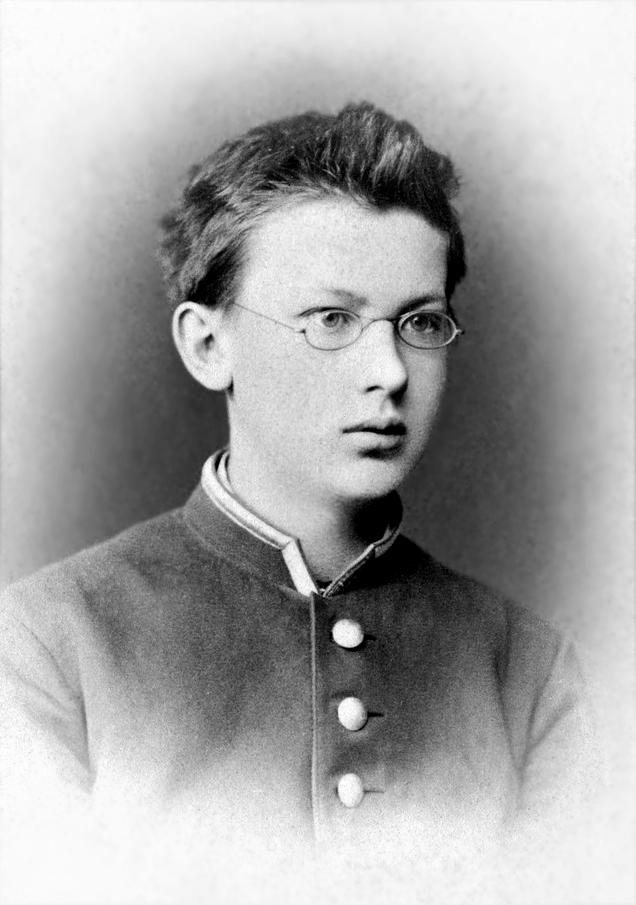
Vladímir Vernadski, estudiant al 1er Gymnasium Clàssic de Sant Petersburg, 1878

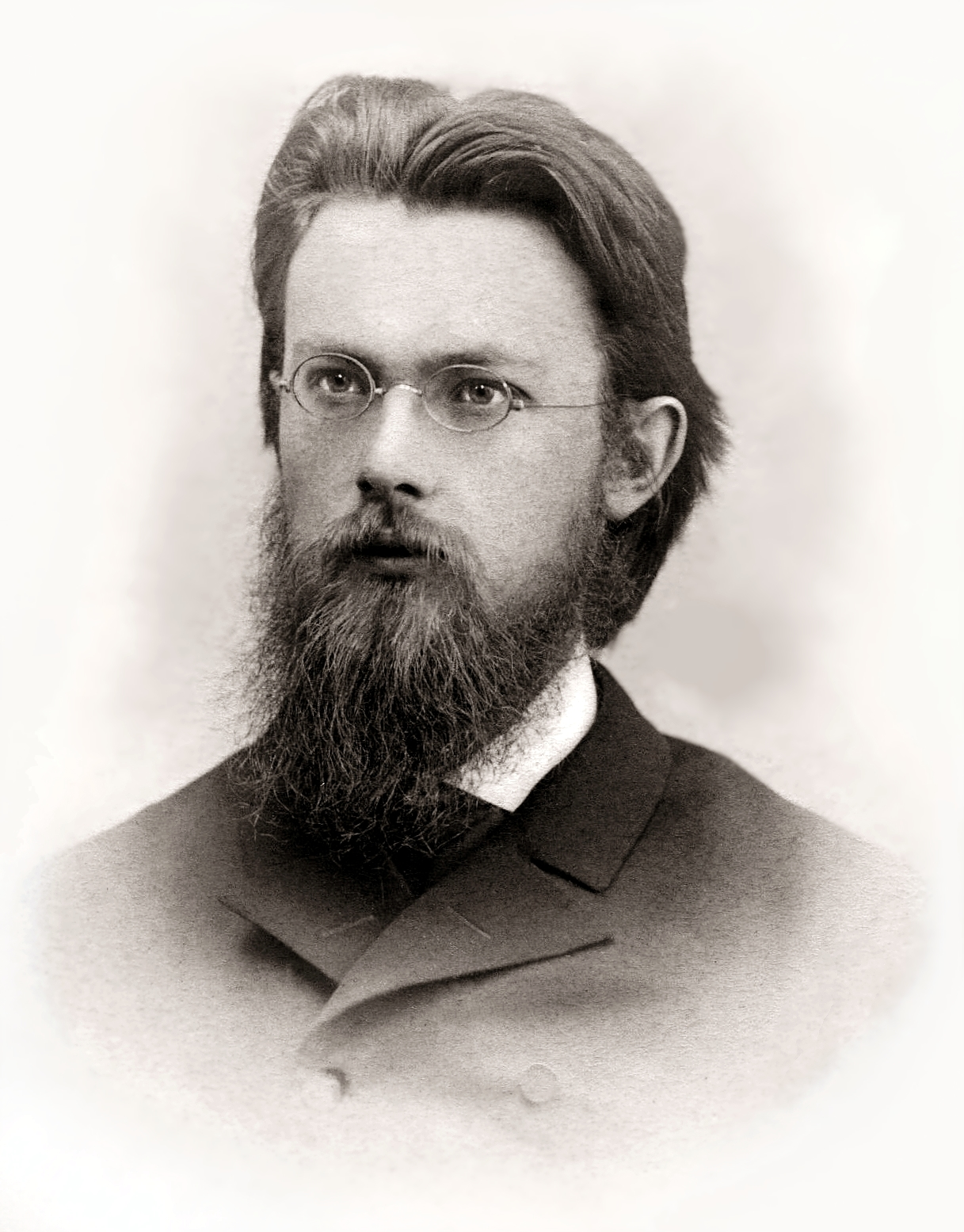
Vladímir Vernadski, Paris 1889

Vernadski va néixer a Sant Petersburg, Imperi Rus, el 12 de març [C.J. 28 de febrer] de 1863 a la família de l'economista russoucraïnès de Kíiv Ivan Vernadski i la professora de música Anna Konstantínovitx. Segons la llegenda de la família, el seu pare era descendent dels cosacs zaporoges. Havia estat professor d'economia política a Kíev abans de traslladar-se a Sant Petersburg. La seva mare era una noble russa d'ascendència cosaca ucraïnesa.
Vernadski va créixer a Ucraïna i va viure durant un breu temps a Khàrkiv, la segona ciutat més gran de la regió. Quan la família es va traslladar a Sant Petersburg, va començar l'escola, i ja va desenvolupar un interès per la ciència.
Vernadski es va graduar a la Universitat Estatal de Sant Petersburg el 1885. El 1886 es va convertir en conservador de la col·lecció de minerals de la universitat. A finals del segle xix, era costum que els estudiants universitaris russos estudiessin a l'estranger durant un any o dos. Vernadski va anar primer a Nàpols per estudiar cristal·lografia amb Arcangelo Scacchi (1810–1893), que era conegut per ser un científic destacat en el camp. Vernadski va descobrir que Scacchi patia demència. Per tant, va anar a Alemanya per estudiar amb Paul Heinrich von Groth, que era professor de mineralogia a la Universitat de Múnic. Vernadski va aprendre a utilitzar els moderns equips de Groth, que havien desenvolupat una màquina per estudiar les propietats òptiques, tèrmiques, elàstiques, magnètiques i elèctriques dels cristalls. També va accedir al laboratori de física de Leonhard Sohncke, que estudiava la cristal·lització durant aquest període.
Es va casar el 1887 amb Natàlia Iegórovna Staritskaia. Van tenir dues filles, Nina i Niuta, i un fill, Gueorgui Vernadski (George Vernadsky, 1887-1973),que va emigrar als Estats Units, on va publicar nombrosos llibres sobre història russa medieval i moderna.
Vernadski va participar en el Primer Congrés General dels zemstva, que es va celebrar a Petersburg en la vigília de la Revolució de 1905 per debatre sobre la millor manera de pressionar el govern a les necessitats de la societat russa; es va convertir en membre del liberal Partit Democràtic Constitucional (KD); va ser diputat al Parlament, i renuncià a protestar per la pròrroga de la Duma per part del tsar. Va ser professor i posteriorment vicerector de la Universitat de Moscou, càrrec del qual també va dimitir el 1911 per protestar per les polítiques reaccionàries del govern. Després de la Revolució de Febrer de 1917, va treballar en diverses comissions d'agricultura i educació del govern provisional, incloent-hi el càrrec de ministre adjunt d'educació.
Vernadsky va ser membre de l'Acadèmia de Ciències de Rússia des de 1912. També va ser el fundador i primer president de l'Acadèmia nacional de les ciències d'Ucraïna a Kíiv el 1918. A més, va ser el fundador de la Biblioteca Nacional d'Ucraïna i va treballar estretament amb la Universitat Nacional Vernadski de Tàurida a Crimea.Va fundar el Laboratori Biogeoquímic de l'Acadèmia de Ciències de Sant Petersburg el 1927 i en fou el seu director.
Durant el Terror Roig cap al 1919, molts de la classe mitjana i membres de l'antic règim van ser capturats o afusellats. Per no exposar-se a ells ni a la seva família al perill, es van endinsar al país i, fent diversos desviaments, van acabar a Crimea. Aquí va rebre la notícia de Moscou que els bolxevics volien que ell i la seva família tornessin. Els va recollir un tren a part i van tornar a Moscou el març de 1921. El 1922 ell i la seva família van rebre permís per anar a París per fer treballs científics. .
Quan va tornar al seu país d'origen uns anys més tard, es va oposar al fet que els filòsofs marxistes tinguessin influència sobre la política de recerca. També va publicar articles en què expressava el seu escepticisme envers el marxisme i la relació entre ciència i filosofia. Malgrat que molts intel·lectuals i científics van ser empresonats durant les purgues que el cap d'estat Ióssif Stalin (1878–1953) va posar en marxa, a Vernadski se li va permetre viure en pau. Va ser considerat un científic important que va fer contribucions útils al desenvolupament de la nació.
Vernadski va continuar com a cap del laboratori d'investigació que havia construït i va continuar amb el seu treball sobre geoquímica. A la dècada de 1930 a la Unió Soviètica era habitual veure Vernadski com un científic brillant, però que no tenia els coneixements necessaris de política i filosofia. En particular, a principis de la dècada del 1930, va tenir converses amb el filòsof marxista Abram Deborin (1881–1963), en les quals Vernadski no acceptava que el materialisme dialèctic fos l'única filosofia viable. Va afirmar que la religió i la filosofia són visions subjectives, i que ell es mostrava escèptic a l'hora de barrejar-les amb la ciència.
Vernadski no només va ser un crític obert del marxisme, sinó que també va protegir els altres que queien en desgracia política. Va permetre que els nens dels perseguits fossin acollits al seu laboratori. Donava ajuda econòmica als perseguits, els defensava o escrivia cartes de recomanació. Fins i tot quan les purgues de Stalin estaven en el seu pitjor moment, entre 1937 i 1938, Vernadski no va tenir por de defensar els que s'enfrontaven amb les autoritats. Malgrat això, no es va iniciar cap campanya contra ell. Part de l'explicació va ser la seva posició a la comunitat científica. Paral·lelament, abans havia lluitat contra el règim tsarista, havia estat lleial durant la revolució de 1917 i va tornar després de la seva estada a París. A més, no era conegut com a intrigant. També era important que tingués professors com el químic Dmitri Mendeléiev (1834–1907), el geòleg Vassili Dokutxàiev (1846–1903) i amics com el fisiòleg Ivan Pàvlov (1849–1936) i el geòleg Aleksandr Karpinski (1847–1936). Es podia veure a través dels seus dits amb les seves "opinions excèntriques" mentre continuava formant nous científics per beneficiar la revolució industrial. Un altre factor va ser que era una figura internacional que publicava articles en llengües occidentals. Danyaria la reputació de la Unió Soviètica si fos arrestat o acusat.
Les obres importants de Vernadski no van ser aprovades per a la seva publicació per les autoritats soviètiques. Es tractava del document "L'estructura química de la biosfera terrestre i el seu entorn", que no es va publicar fins al 1965, i després en una edició censurada. En aquest text explicava els seus esforços de recerca. També va escriure "Els pensaments d'un naturalista", que es va publicar per primera vegada als anys 70, però després en una forma editada i reelaborada. La raó per la qual aquests treballs van ser retinguts era que Vernadski acceptava la visió marxista-leninista com la veritat absoluta. La ciència, argumentava, no pot desenvolupar-se en altres condicions que la llibertat intel·lectual, el debat obert i la crítica.
El 25 de desembre de 1944, V. I. Vernadski va patir un accident vascular cerebral i el 6 de gener de 1945 va morir a Moscou. Fou enterrat al cementiri de Novodévitxi a Moscou.El 1953, es va erigir una làpida a la tomba del científic.

## El Projecte Radi

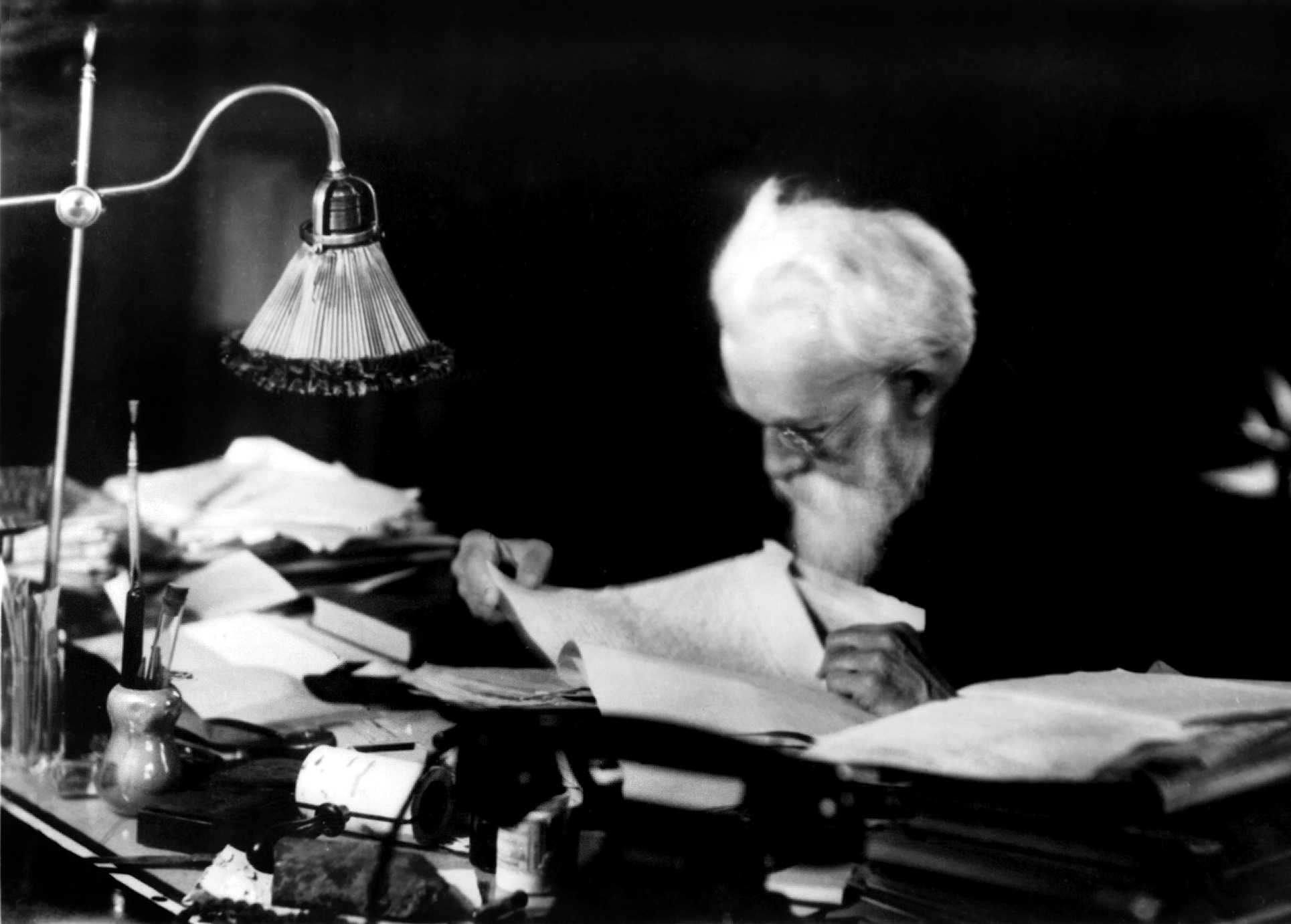
V. I. Vernadsky, 1940

Els dies 16 i 18 de gener de 1910, a l'Institut Curie (París), Vernadski es va reunir amb Lacroix.
L'11 de gener [C.J. 29 de desembre de 1910] de 1911, en una reunió general de l'Acadèmia de Ciències, Vernadski va lliurar un informe titulat: "Les tasques del dia en el camp del radi", rus: Задачи дня в области радия Zadatxi dnia v óblasti ràdia, en el qual justificava la necessitat d'un estudi sistemàtic de les manifestacions de la radioactivitat a la natura des d'un punt de vista geològic i mineralògic, fet que va donar lloc a la creació de la Comissió del Radi el mateix any.
El mateix any, Vernadski va identificar àrees de possible aparició de mineral de radi: el Caucas, els Urals i la regió de Ferganà. Els estudis geològics realitzats el 1911-1917 per l'Acadèmia de Ciències no van trobar dipòsits d'elements radioactius als Urals.
Els esforços de Vernadski a principis de la dècada del 1940 van ser importants perquè la Unió Soviètica es convertís en una superpotència nuclear després de la Segona Guerra Mundial. El 1938, s'havia assabentat que els científics nuclears alemanys Otto Hahn (1879–1968), Lise Meitner (1878–1968) i Fritz Strassmann (1902–1980) havien aconseguit dividir l'àtom, i que les reaccions nuclears en cadena podrien ser el següent pas científic. Vernadski va ser un dels iniciadors de la creació d'una comissió soviètica d'urani. Creia que l'energia nuclear podria esdevenir decisiva per a la Unió Soviètica, tant per al desenvolupament científic com per a la seguretat nacional. Va rebre una carta del seu fill als Estats Units on li feia saber que l'energia nuclear també es podia utilitzar per a la producció d'energia. Això va impulsar Vernadski i altres geòlegs a llançar expedicions per explorar les possibles reserves d'urani de la Unió Soviètica. Tanmateix, les investigacions posteriors en física nuclear no van fer gaire progrés, i quan Alemanya va atacar la Unió Soviètica el 1941, Verandski i altres investigadors sèniors van ser evacuats de Moscou al Kazakhstan. Encara hi ha molts detalls del programa nuclear soviètic que es desconeixen, però quan la investigació es va intensificar el 1943, Vernadski no estava familiaritzat amb el projecte secret.
V. I. Vernadski va morir quatre mesos abans de la Victòria, quan faltava menys d'un any per a la presentació a Moscou, per part de l'acadèmic Ígor Kurtxàtov, del primer reactor nuclear de l'URSS i quatre anys i mig abans del triomf dels físics nuclears soviètics i de les reeixides proves de la bomba atòmica RDS-1.

## Pensament
Vernadski fou el primer a popularitzar el concepte de noosfera i va aprofundir la idea de la biosfera amb el significat àmpliament reconegut per la comunitat científica actual. La paraula "biosfera" va ser inventada pel geòleg austríac Eduard Suess, amb qui Vernadski es va reunir el 1911.
En la teoria de Vernadski del desenvolupament de la Terra, la noosfera és la tercera etapa del desenvolupament de la Terra, després de la geosfera (matèria inanimada) i la biosfera (vida biològica). Així com l'aparició de la vida va transformar fonamentalment la geosfera, l'aparició de la cognició humana transformarà fonamentalment la biosfera. En aquesta teoria, els principis de la vida i la cognició són trets essencials de l'evolució de la Terra, i han d'haver estat implícits a la terra tot el temps. Aquesta anàlisi sistèmica i geològica dels sistemes vius complementa la teoria de la selecció natural de Charles Darwin, que examina cada espècie individual, en comptes de relacionar-la amb un principi subsumible.
Els pronunciaments visionaris de Vernadski no van ser àmpliament acceptats a Occident. Tanmateix, va ser un dels primers científics a reconèixer que l'oxigen, el nitrogen i el diòxid de carboni a l'atmosfera terrestre provenen de processos biològics. Durant els anys vint va publicar obres on argumentava que els organismes vius podrien remodelar els planetes amb tota seguretat com qualsevol força física. Vernadski va ser un pioner important de les bases científiques per a les ciències ambientals.
Vernadski fou membre de les acadèmies de les ciències russa i soviètica des del 1912 i va ser fundador i primer president de l'Acadèmia de les Ciències d'Ucraïna a Kíev, Ucraïna (1918). Va ser fundador de la Biblioteca Nacional de l'Estat Ucraïnès i va treballar estretament amb la Universitat de Tàurida a Crimea. Durant la Guerra Civil Russa, va acollir reunions dels joves intel·lectuals que més tard van fundar el moviment d'emigrats eurasiàtic.
En termes religiosos, Vernadski era ateu. Es va interessar per l'hinduisme i el rigveda

## Llegat
La Biblioteca Nacional d'Ucraïna, la Universitat de Tàurida a Crimea i molts carrers i avingudes d'Ucraïna i Rússia honoren el nom de Vladímir Vernadski.
La UNESCO va patrocinar una conferència científica internacional, "Globalistics-2013", a la Universitat Estatal de Moscou del 23 al 25 d'octubre de 2013, per commemorar el 150è aniversari del naixement de Vernadski.

## Obres selectes
És autor de més de 300 articles científics, que han estat reeditats moltes vegades, i s'han traduït a diversos idiomes. Es poden esmentar els següents:
- Vernadski V.I.; Érik Mikhàilovitx Galímov (revisió). Собрание сочинений в 24 т. (Sobrànie sotxineni v 24 t.) (en rus).  Moscou: Nauka, 2013. ISBN 978-5-02-038093-6.
- Vernadski V.I. Acadèmia de les Ciències de l'URSS. Философские мысли натуралиста (en rus).  Moscou: Nauka, 1988, p. 520. ISBN 5-02-003325-1.
- Vernadski V.I.. Otv. red. A. L. Yansxin. Научная мысль как планетное явление (en rus).  Nauka, 1991.
- Vernadski V.I.. Биосфера и ноосфера (en rus).  Moscou: Iris-press,, 2012, p. 576 (Библиотека истории и культуры). ISBN 978-5-8112-4512-3.
- Vernadski V.I. О науке. Том 1. Научное знание. Научное творчество. Научная мысль. — Dubna: Ed. centre "Fenix", 1997. -576 pàgs. (rus)